# Aethecerus subniger
Aethecerus subniger là một loài tò vò trong họ Ichneumonidae.